# Vlčí Hora
Vlčí Hora (německy Wolfsberg) je vesnice, část města Krásná Lípa v okrese Děčín. Nachází se při jižním úpatí stejnojmenného kopce asi 4 km na severozápad od Krásné Lípy. Prochází tudy silnice II/265. Je zde evidováno 137 adres. V roce 2011 zde trvale žilo 110 obyvatel.
Vlčí Hora je také název katastrálního území o rozloze 9,02 km². V katastrálním území Vlčí Hora leží i Dlouhý Důl a Sněžná.

## Historie
První písemná zmínka o obci pochází z roku 1748.

## Obyvatelstvo
|                                                                                   | 1869  | 1880 | 1890 | 1900 | 1910 | 1921 | 1930 | 1950 | 1961 | 1970 | 1980 | 1991 | 2001 | 2011 |
| --------------------------------------------------------------------------------- | ----- | ---- | ---- | ---- | ---- | ---- | ---- | ---- | ---- | ---- | ---- | ---- | ---- | ---- |
| Obyvatelé                                                                         | 1 074 | 990  | 998  | 905  | 808  | 676  | 647  | 204  | 192  | 161  | 110  | 98   | 85   | 110  |
| Domy                                                                              | 130   | 135  | 134  | 137  | 134  | 136  | 139  | 135  | 101  | 50   | 38   | 96   | 103  | 102  |
| Počet domů z roku 1961 zahrnuje domy místních částí Dlouhý Důl, Sněžná a Zahrady. |       |      |      |      |      |      |      |      |      |      |      |      |      |      |

## Pamětihodnosti

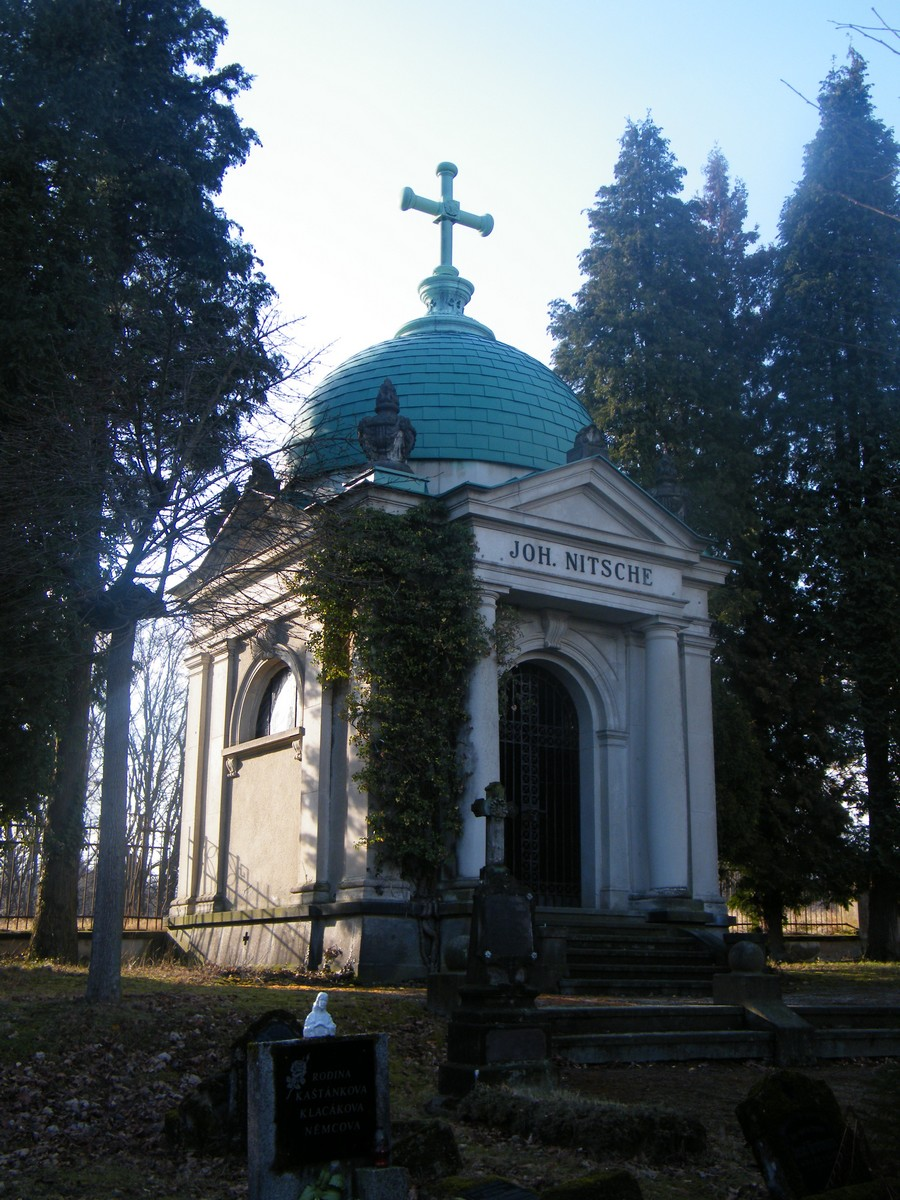
Hrobka rodiny Nietscheových

- Kaple Panny Marie Karmelské
- Lípa u Vlčí Hory – památný strom, roste na rozcestí s kapličkou při silnici východně od Sněžné[7] (50°55′29″ s. š., 14°28′35″ v. d.)
- Fořtovská lípa – památný strom, je solitér na nelesním pozemku vlevo od cesty na Kamenný vrch[8] (50°55′37″ s. š., 14°27′35″ v. d.)
- Rozhledna na vrchu Vlčí hora
- Pozůstatky skalního hradu Vlčí hrádek
- Ledová jeskyně v Kyjovském údolí, v zimních měsících pozoruhodná ledovými krápníky a ledopády
- Hrobka rodiny továrníka Johanna Nietsche na místním hřbitově
- Zbořená kaple svatého Antonína Paduánského

## Významní rodáci
- Antonín Alois Weber (1877-1948) – 16. litoměřický biskup